# Giuseppe Mormone
Giuseppe Mormone (nacido como Giuseppe Mormone, el 5 de abril de 1875 en Ciudad, Nápoles). Nombrado Caballero de San Estanislao, Caballero de la Orden de Santa Ana y Consejero de la Corte Imperial. 

## Reseña biográfica
A la edad de siete años emigró a San Petersburgo (Rusia) con sus padres.
Obtuvo el diploma en el Instituto Tecnológico Estatal de San Petersburgo con dos medallas de bronce (1895-1896) y en el Instituto de Bellas Artes con dos medallas de Plata (1896-1897). Además, le asignaron un Certificado de Laude por la técnica del ornato en mármol. En los años que siguieron, tomó notoriedad por su habilidad de esculpir directamente en el mármol y por eso muchos colegas lo llamaban Marmone.
Entre 1897 y 1898 estudió en el Instituto de Bellas Artes de Nápoles, obteniendo la habilitación para la Enseñanza.
De vuelta a San Petersburgo, terminada la Facultad de la Escuela Superior de Bellas Artes, fue nombrado Profesor de la Academia Superior de Bellas Artes de Odesa (Ucrania), cargo que mantuvo hasta finales del año 1919.
Repatriado con su familia a su ciudad natal, enseñó durante 25 años (1920-1945) en el Instituto de Bellas Artes y realizó muchos retratos en mármol y en bronce a personalidades italianas y extranjeras, y algunos monumentos entre los cuales está el Monumento a los caídos en Monte de Procida y una tarja en alto relieve a los Caídos en Porta Piccola de Capodimonte en Nápoles.
Casado con la pintora Natalia Martzincovskaya tuvo tres hijos: Tamara, pianista y compositora; Costantino, casado sin hijos y Natalia, casada con dos hijos, Roberto y Gabriela.

## Obras
- Friso del Museo Pushkin de Moscú (Alto relieve de los Juegos Olímpicos)
- Busto del Zar Alejandro III de Rusia (Museo de la Universidad de Moscú)
- Esculturas en el Museo Sophia de Odessa y en la Galería del Arte Moderno de Odesa
- Varios retratos de personalidades del entorno cultural de la época
- Monumento a los Caídos en Monte de Procida (Nápoles)
- Alto relieve a los Caídos en Porte Piccola de Capodimonte (Nápoles)
- Retratos y bustos a personalidades como: Dra Montessori, violoncelista Cherubini, Prof. Piero Pieri, entre otros

## Títulos oficiales
- En 1905 fue nombrado Caballero de San Estanislao (Rusia)
- En 1913 fue nombrado Caballero de la Orden de Santa Ana por los trabajos Artísticos hechos (Rusia)
- En 1913 fue llevado al rango de Consejero de la Corte Imperial, otorgándole el honor de poder llevar la Medalla de la Casa Romanoff (Rusia)